# 로만 노이슈테터
로만 페트로비치 노이슈테터(독일어: Roman Petrowitsch Neustädter, 러시아어: Роман Петрович Нойштедтер 로만 페트로비치 노이시테테르[*], 1988년 2월 18일 ~ )는 우크라이나 출신 러시아의 축구 선수로, 현재 벨기에 퍼스트 디비전 B의 베스테를로 소속이다.

## 클럽 경력
로만 노이슈테터는 1995년에 1. FSV 마인츠 05의 유소년팀에서 축구를 시작하였고, 2007년 7월에 1. FSV 마인츠 05의 1군으로 처음 승격되었다. 그는 13년간 마인츠와 함께한 뒤 떠나, 보루시아 묀헨글라트바흐와 계약하였다.

### 포지션
로만 노이슈테터는 중앙 수비수나 수비형 미드필더로 기용 가능하다.

## 국가대표 경력
노이슈테터는 독일 U-20 대표팀에 발탁되어 2경기를 출장하였고, 2008년 4월 22일, 스위스 U-20팀을 상대로 첫 국가대표 골을 득점하였다. 그의 첫 경기 출장은 2008년 4월 9일, 이탈리아 U-20팀과의 경기였다. 그는 슈테펜 하스와 77분에 교체 투입되어 경기를 치렀다. 2010년 2월, 우크라이나 축구 협회는 로만 노이슈테터가 우크라이나 출신임을 감안하여 우크라이나 대표팀에 부르려고 시도하였으나, 그는 독일 시민권도 가지고 있어서 성사 여부에 대해서는 미지수였다.
독일 대표팀으로 2경기를 출전한 로만 노이슈테터가 태어난 1988년은 우크라이나가 소련으로부터 독립하기 이전의 시대였다. 그가 태어난 드니프로(옛 이름 드니프로페트로우스크)는 러시아와 가까운 도시여서 로만 노이슈테터는 우크라이나, 러시아, 독일 중 어느 대표팀에서 뛸지를 고민했다.
노이슈테터는 2016년 5월 18일에 독일 본 주재 러시아 영사관에서 러시아 여권을 받으면서 러시아 시민권을 취득했다. 이로써 노이슈테터는 러시아 대표팀에서 뛸 수 있게 되었다. 노이슈테터는 UEFA 유로 2016 러시아 대표팀에 최종 발탁되었고, 6월 1일에 열린 체코와의 친선 경기에서 데뷔전을 치렀다.

## 사생활
로만 노이슈테터는 페터 노이슈테터의 아들로, 전 1. FSV 마인츠 05의 선수이자 현재 1. FSV 마인츠 05의 리저브팀 감독이다. 페터 노이슈테터는 제2차 세계 대전 시기에 소련 당국에 의해 중앙아시아로 강제 이주한 독일인 가문 출신이다. 페터 노이슈테터는 키르기스스탄에서 태어났지만 카자흐스탄에서 축구인으로 활동했다. 로만 노이슈테터의 어머니와 할아버지, 할머니 또한 키르기스스탄 출신이다.
로만 노이슈테터는 현재 우크라이나 영토인 드니프로(옛 이름 드니프로페트로우스크) 출신으로, 그의 아버지인 페터 노이슈테터가 FC 드니프로 드니프로페트로우스크 소속 축구 선수로 활약하던 시절에 태어났다. 로만 노이슈테터는 2016년 5월 30일 독일 본 주재 러시아 총영사관으로부터 러시아 여권을 받으면서 러시아 시민권을 취득했다.

## 수상
1. FSV 마인츠 05 II
- 남서부 오베르리가: 2007-08